# بكيزة وزغلول (مسلسل)
مسلسل مصري كوميدي من تأليف إسعاد يونس، وبطولة سهير البابلي، إسعاد يونس، حسن مصطفى، صلاح قابيل، مصطفى متولي، زوزو نبيل، شريف منير وإخراج أحمد بدر الدين وإنتاج عام 1986

## ملخص القصة
يحكي المسلسل - بقالب كوميدي - قصة بكيزة (سهير البابلي) والتي تفاجأ بعد وفاة زوجها الثري المسن -العشماوي- بمجيء ابنته «زغلول» (اسعاد يونس) التي تربت في الفقر بعيداً عن والدها الثري.
حاول العشماوي، والد زغلول، في نهاية أيامه ان يبحث عن «ابنه-زغلول» من خلال الإعلان في الصحف ولكن النتيجة هي وصول «ابنته-زغلول!» متأخرة بعد وفاته لتجد أرملته «بكيزة» -سهير البابلي- المتعجرفة والمسكينة في ذات الوقت.
يتعرض المسلسل للمفارقات التي تنتج من اختلاف الشخصيتين وأسلوب تعاملهما مع الصعوبات التي تواجههما بعد وفاة العشماوي، من بعد اكتشافهما انه مات مفلساً وانهما تتشاركان في التركة والتي لم يتبق منها بعد دفع ديونه الا البيت.
ويروي محاولات طلعت الرشيدي (حسن مصطفى) ـ والذي كان يعمل محامياً عند العشماوي ـ للاستيلاء على البيت، بعد أن تسبب بافلاس العشماوي في حياته. ونشاهد كذلك محاولات بكيزة وزغلول لكسب الرزق من خلال مغامرات تجارية فاشلة.